# WWE United States Championship
WWE United States Championship je mužský profesionální wrestlingový šampionát, o který se zápasí ve společnosti WWE, v rosteru SmackDown. Je to jeden ze dvou sekundárních titulů v této společnosti, spolu s WWE Intercontinental Championship v show Raw. Současným šampionem je Logan Paul, který ho drží poprvé. Titul získal 4. listopadu 2023, když porazil Reye Mysteria na akci Crown Jewel.
Do rosteru SmackDown se dostal při draftu wrestlerů, když byl šampión Austin Theory přesunut právě do SmackDownu. 

## Základní informace
- Datum založení: 1.1 1975
- Současný držitel: Logan Paul
- První držitel: Harley Race
- Nejvíce výher: Ric Flair (6)
- Nejdelší držení: Lex Luger (532 dní)
- Nejkratší držení: Steve Austin (5 minut)
- Nejstarší vítěz: Terry Funk (56 let 85 dní)
- Nejmladší vítěz: David Flair (20 let 121 dní)
- Nejtěžší vítěz: Yokozuma (500 lb (230 kg))
- Nejlehčí vítěz: Kalisto (170 lb ((77 kg))

## Historie názvů
- NWA United States Heavyweight Championship  (1975–1981)
- NWA United States Heavyweight Championship ( (1981–1991)
- WCW United States Heavyweight Championship (1991–2001)
- WCW United States Championship (2001)
- WWE United States Championship (2003–současnost)